# 超速传动
超速传动（英語：Overdrive，或稱O/D檔、超比檔）是一种传动部件，常用于后轮驱动汽车，让行驶车辆得到极高的齿轮传动比以获得高速的巡航能力，同时在较低扭矩的情况下节省燃料。
“超速传动”一詞也可以指传动系统中通过一系列的齿轮传动，导致输出速度大于输入速度的功能。就后者而言，“超速传动”不是指特定的某种机械部件。